# Tomás Holland, 1.º Conde de Kent
Tomás Holland, 1.º Conde de Kent, 2.º Barão Holland (c. 1314 – 26 de dezembro de 1360) foi um nobre inglês e comandante militar durante a Guerra dos Cem Anos. Em 1348 ele foi um dos cavaleiros fundadores, o décimo terceiro Cavaleiro da Ordem da Jarreteira.
No início da carreira militar, lutou em Flandres. Ele foi contratado, em 1340, para a expedição inglesa em Flandres e foi enviado, dois anos depois, com Sir John D'Artevelle de Bayonne, para defender a fronteira da Gasconha contra os franceses. Em 1343, ele foi novamente ao serviço na França, e, no ano seguinte, teve a honra de ser escolhido um dos fundadores da Mais Nobre Ordem da Jarreteira. Em 1346, ele assistiu o rei Eduardo III de Inglaterra, na Normandia, no séquito imediato do Conde de Warwick, e, na tomada de Caen, o Conde d'Eu e Guînes, Condestável de França, e o Conde De Tancarville renderam-se a ele como prisioneiros. Na Batalha de Crécy, ele foi um dos principais comandantes sob o príncipe de Gales e que, posteriormente, serviu no cerco de Calais, em 1346-7.
Ao mesmo tempo em que, ou antes, sua primeira expedição, ele se casou secretamente com a Joana de Kent, que tinha 12 anos, filha de Edmundo de Woodstock, 1.º Conde de Kent e Margarida Wake, neta de Eduardo I de Inglaterra e Margarida de França. No entanto, durante a sua ausência no serviço externo, Joana, sob pressão de sua família, contratou outro casamento com Guilherme de Montagu, 2.º Conde de Salisbury. Este segundo casamento foi anulado em 1349, quando o casamento anterior de Joana com Holland foi comprovado a contento dos comissários papais. Joana foi ordenada pelo Papa para regressar a seu marido e viver com ele como sua esposa legítima, o que ela fez, produzindo quatro filhos com ele:
- Tomás Holland, 2.º Conde de Kent
- João Holland, 1.º Duque de Exeter
- Joana Holland, que casou com João V, Duque da Bretanha
- Maud Holland, casou-se primeiro com Hugh Courtenay neto de Hugh de Courtenay, 10º Conde de Devon e, em segundo casamento, com Waleran III de Luxemburgo, Conde de Ligny